# Egas Gomes Pais de Penegate
Egas Gomes Pais de Penegate foi um nobre português, fundador do beneditino Mosteiro de Santo André de Rendufe, na localidade de Rendufe, concelho de Amares, distrito de Braga, cuja data certa da fundação é desconhecida, no entanto sabe-se que a igreja primitiva estava totalmente edificada em 1151. Foi nomeado Tenente das Terras de Regalados, associadas às de Penela do Minho, Rendufe e Bouro (entre Neiva e Cávado) pelo Rei D. Garcia depois da derrota do conde de Portucale Nuno Mendes, na batalha de Pedroso em 1071.

## Relações familiares
Casou com Sancha Mendes de Briteiros, filha do Conde  Mem Pires de Longos de Briteiros (1120 -?) e de Marinha Gomes Guedeão, de quem teve
1. Froille Viegas, senhora da Quinta do Lameiro (ou de Sequeiros) que o pai lhe deu em dote [1] casada com Fáfila Lucides de Lanhoso.
2. Godinho Viegas Mouro casado com Loba Gomes de Pombeiro, filha de D. Gomes Nunes de Pombeiro (1070 -? )e de Elvira Peres de Trava.
3. Egas Viegas de Penegate.
4. Maior Viegas casada com Pedro Anes Portocarreiro.
5. Maria Viegas casada com Ansur Soares.